# Haematopota nepalensis
Haematopota nepalensis är en tvåvingeart som beskrevs av Stone och Philip 1974. Haematopota nepalensis ingår i släktet Haematopota och familjen bromsar.
Artens utbredningsområde är Nepal. Inga underarter finns listade i Catalogue of Life.